# Roel Cazemier
Roelf Sikkes (Roel) Cazemier (Oldebroek, 12 april 1959) is een Nederlandse bestuurder. Hij is lid van de VVD. Sinds 2 januari 2024 is hij waarnemend burgemeester van Terschelling.

## Biografie
Cazemier studeerde rechten in Groningen en was van 1984 tot 1991 ambtenaar bij het kabinet van de commissaris van de Koningin in Friesland. In december 1991 werd hij burgemeester van Ruinerwold. Hij was daarna van 1994 tot 2000 burgemeester van Ameland en van 2000 tot 2008 burgemeester van Dongeradeel. In die functie won hij in 2001 de Friese Persprijs. Van 2004 tot 2008 was hij voorzitter van de Raad voor de Wadden.
Van 1 april 2008 tot 1 september 2009 was Cazemier algemeen directeur van Omrop Fryslân. In mei 2009 kondigde hij zijn vertrek aan, omdat het openbaar bestuur hem nader lag dan de mediawereld. Vervolgens was Cazemier van 2009 tot 2016 burgemeester van Dinkelland. Van 4 april 2016 tot 20 januari 2022 was Cazemier burgemeester van Krimpenerwaard. Op 13 januari 2022 werd hij benoemd tot Ridder in de Orde van Oranje Nassau.
Met ingang van 3 oktober 2023 werd Cazemier door de Gedeputeerde Staten van Friesland benoemd tot voorzitter van de Provinciale Commissie Landelijk Gebied (PCLG), voor de duur van vier jaar. Met ingang van 2 januari 2024 werd hij benoemd tot waarnemend burgemeester van Terschelling.

## Persoonlijk
Cazemier is getrouwd en heeft twee kinderen.